# ネビュラ (マーベル・コミック)
ネビュラ（Nebula）は、マーベルコミックスが出版するコミック作品に登場するスーパーヒロイン、スーパーヴィランである。ロジャー・スターンとジョン・ビュッセマにより創造されたこのキャラクターは『アベンジャーズ』第257号（1985年7月）で初登場した。ネビュラは宇宙で活動する海賊や傭兵として描かれ、アベンジャーズやシルバーサーファーの敵として頻繁に登場した。
ネビュラはテレビアニメやテレビゲーム、実写映画といったコミック以外のメディアにも登場している。

## 出版上の歴史
ネビュラはライターのロジャー・スターンとアーティストのジョン・ビュッセマによって創造され、『アベンジャーズ』第257号（1985年7月）で初登場した。

## キャラクターのバイオグラフィ
残忍な宇宙海賊で傭兵であるネビュラは以前にサノスの命令で巨大宇宙船サンクチュアリIIを奪った。サノスはこの時点で死亡していると考えられ、ネビュラは彼の孫娘を自称した。ネビュラの海賊・傭兵団はスカング、ケール、ガンサー、レヴァンで構成された。
ネビュラはキャプテン・マーベルに自分の傭兵団に入り、スクラル帝国征服を手伝うように言った。しかしながらファイアロードはネビュラがザンダリアンズを虐殺したことを知った。ネビュラはスクラルの宇宙艦隊とアベンジャーズを攻撃するために自身の宇宙船体を利用した。
ネビュラはインフィニティ・ユニオンが集めた膨大なエネルギーを開放するため、地球の科学者であるハーカー博士の原子コンプレッサーを使って絶対的なパワーを獲得する計画を立てた。この企てはアベンジャーズの活躍により阻止されるが、ネビュラは逃亡した。

### インフィニティ・ガントレット
ネビュラは復活してインフィニティ・ジェムズを手に入れたサノスにより生死の境を彷徨うゾンビのような姿に変えられた。後にサノスは死ぬこともできずかろうじて生きている状態となったこのネビュラを自身の最高傑作であると語った。
しかしながらサノスがエターニティを倒して自身の意識を宇宙と同化させると、ネビュラは抜け殻となったサノスの身体からインフィニティ・ガントレットを奪った。ネビュラは力を使って身体を元に戻し、サノスを追放し、宇宙征服を試みた。サノスはガントレットを奪い返すためにヒーローたちと一時的に手を組んだ。ネビュラはサノスが行った破壊と殺戮を元に戻すために全宇宙を24時間前の状態に戻した。すると以前にサノスが封印した宇宙の神々も解放されてしまい、彼らは一斉にネビュラを攻撃した。この間にアダム・ウォーロックとシルバーサーファーはソウル・ワールドへ入り、6つのインフィニティ・ジェム調和を乱し、ネビュラはガントレットを落とした。その後ガントレットはウォーロックが回収し、ネビュラはスターフォックスによって捕らえられ、裁判のためにタイタンへと連れて行かれた。
後にネビュラはタイタンの刑務所でファイアロードと遭遇した。ネビュラはギーターによって刑務所から脱出させられ、ドクター・マンディバスによってサイボーグ化させられた。彼女はアンヴィル宇宙刑務所から海賊仲間を脱出させようとしたが、シルバーサーファーとジャック・オブ・ハーツにより妨害された。彼女は逃亡の際にクルーを殺害した。

### アナイアレーション
ネビュラはガモーラの仲間である「ザ・グレーシズ」の1人として再登場した。彼女はステラリスと共にロナン・ジ・アキューザーと戦ったが敗北し、重傷を負った。

## パワーと能力
ネビュラは優れた戦闘員で、天才的な知性を持つ戦略家である。
彼女の手首に装備されたブラスターは人間を瞬時に焼却できる威力を持っている。また幻覚投影装置や分子変換装置により、視覚的及び物理的に自身の外観を偽ることができる。
ネビュラはドクター・マンディバスによってサイボーグ化されており、左目と左腕と左肩は人工物に置き換えられている。また頭の左上と右の腰の一部は金属で覆われている。

## MCU版
マーベル・シネマティック・ユニバース（MCU）では、カレン・ギランが演じる。日本語吹替は森夏姫が担当。
本項は、“アース616”（正史の宇宙）におけるネビュラを主軸として表記する。 

### キャラクター像
サノスにより養女兼殺し屋として育成・サイボーグ化された“ルフォモイド人”で、ガモーラの義妹。
無愛想で激しい気質を持つ女性であり、「“6つのインフィニティ・ストーン”の力で全宇宙の生命体の半分を消し、宇宙全体のバランスを保つ」ことを目的とするサノスの歓心を引くために彼の配下として必死に虐殺などにあたってきたが、内心ではサノスに憎悪を抱いている。一方でガモーラに対しては義理の姉と認め、心の奥底では愛されたいと願っているものの、幼少期からサノスの前で彼女と行い続けた対戦訓練に全敗し、その度にサイバネティックス強化を施されたため、一度も勝たせてくれなかったと強く恨み、自らの手での抹殺を願望する愛憎入り混じった複雑な感情を持っている。そのためには、騙し討ちなどの策を用いることも厭わない卑劣な一面も有している。
しかし、エゴの戦いの際に双方の本心を打ち明け、互いに助け合ったことを機にガモーラへの憎しみが解けていき、彼女の“仲間/家族”であるピーター・クイル/スター・ロードたち“ガーディアンズ・オブ・ギャラクシー”にも時折協力するようになって、サノスによる“デシメーション”後にトニー・スターク/アイアンマンと宇宙で漂流生活を過ごしたことも手伝ってか振る舞いが軟化し、地球で出会った“アベンジャーズ”のヒーローたちとも交流を深めるようになっていく。

### 『ホワット・イフ...?』版
ヘイスト・ネビュラ（Heist Nebula）
“アース21818”におけるネビュラ。全身にサイバネティクス手術を施されておらず、金色のダウンスタイルのウェーブがかかったロングヘアーが特徴で、ドレスも着こなすくらいに妖艶な雰囲気を放っている。性格もクールでアクティブかつ、懇意の仲であるティ・チャラ/スター・ロードを“チャチャ”のニックネームで呼んで彼の活動に理解を示すほか、ラヴェジャーズとも商談するなど、一定の愛嬌と対人スキルを持ち合わせている。サノスとの関係は、彼の密かな野望に当惑するほど良好と言い難いものの、極めて険悪というわけでもない様子で、養父として認め、「パパ」と呼んでいる。
ネビュラ（アース72124）
“アース72124”におけるネビュラ。外見は正史の彼女と同等だが、パーティー・ピープルとして他の宇宙人たちと盛り上がるくらいに遊び好きな性格である。

### 能力
サノスから受けた激しい訓練セッションにより、ガモーラと同様に高度な暗殺術と徒手空拳による格闘戦能力、さまざまな武器を駆使する白兵戦能力を会得し、全身に施された機械インプラントによるアップグレードにより、超人的な強さ、敏捷性、スタミナを得ており、全身の原型が崩れるほどのダメージを受けても、僅かな時間で元通りの体形に戻る修復能力を備えている。両目には映った光景をタイムスタンプ搭載の記憶ファイルに録画・録音して保存・再生する機能がある。また、“ネクロクラフト”や“Mシップ”まで、多くの宇宙船を操縦できるほどパイロット能力にも秀でている。
ヘイスト・ネビュラは、サイバネティック補強を施されていないものの、真っ当な実戦能力や交渉力など、盗賊として必要な技能を一通り有している。

### ツール
電気ショックスタッフ（Electroshock Batons）
愛用する近接戦闘用の武器。連結・分割機能と伸縮機能を有し、持ち手は“ナノファイバー”製で滑りにくく、ボタン操作で致命的なエネルギーボルトを放出する。
機械義手
常に晒している左義手。力が強化され、指の接続端子や武器を内蔵している。惑星“ザンダー”での戦いで一度切断するも、“ラヴェジャーズ”の内紛時にクラグリン・オブフォンテリから代替のものを譲渡・移植された。この代替の義手は、最先端技術により強さと柔軟性が補強されており、指先には伸縮する“テンパースティール”製の伸縮機能付き鉤爪が隠されており、前腕部には打撃用鞭と振盪ブラスターを収納している。
エゴとの戦いでネビュラは、“ソヴリン”艦隊への対処のために、この義手を搭乗していた“レーザー・ドリル”のコードに接続する。
電気ショックブラスター（Electric Blaster）
愛用のハンドガン。発射されるエネルギーボルトは、一発で並の種族を射殺できるほどの威力を有している。
エナジー・ダガー（Energy Dagger）
刃にエネルギーが走っているダガーナイフ。“タイム泥棒”の際に、2014年時のネビュラがこれを使って2023年時のネビュラの頭部パーツを剥がす。
また、ガモーラの“ゴッドスレイヤー”や、タイム泥棒の際には“量子スーツ”を着用し、2014年時のクイルが持っていた“万能ピック”も使用した。

### 各作品での活躍
『ガーディアンズ・オブ・ギャラクシー』
MCU初登場の本作では、サノスの命でロナン・ジ・アキューザーの部下として働く。物語の前半でロナンから“オーブ”奪取を命じられるも、任務に志願したガモーラに仕事を横取りされる形となり、その後、ロナンらと共に“キルン刑務所”から採掘コロニーの“ノーウェア”に辿り着き、“マイニング・ポッド”で宇宙空間へ逃げたガモーラを撃墜し、オーブの奪取に成功。ロナンがサノスへ離反を宣言すると、サノスを殺したら1000の惑星を滅ぼす手伝いをすると誓った。
ロナンらと“ダーク・アスター”でザンダーを攻撃しようとするが、立ち向かってきたガーディアンズたちに応戦し、彼らが艦内に侵入するとドラックスの砲撃を受けるも、すぐに復活し、ガモーラと激闘を繰り広げる。その最中、艦体の壁面に空いた大穴から転落して宙吊りとなるが、ガモーラからの助けと共闘の願いを断り、左義手を切断してダーク・アスターから落ち、Mシップの1機をハイジャック・操縦して何処かへ飛び去る。
『ガーディアンズ・オブ・ギャラクシー:リミックス』
本作では、ロナンに加担したことで賞金首のお尋ね者になっている。未熟な“ヤロの根”を一口噛って吐き出す滑稽な場面と共に、ガモーラとの関係が変化する兆しも描写される。
ザンダーでの戦いの後、行方を眩まし宇宙を渡り歩いていたが、“アニュラックス電池”を奪おうとしてアイーシャに捕らわれていた。ガーディアンズへ身柄を引き渡されると“ミラノ号”に拘束され、彼らを狙う“ソヴリン人”らの襲撃やミラノ号の墜落などの災難に巻き込まれたが、ラヴェジャーズの内紛に乗じてMシップを手に入れ、エゴの星に到着し、ガモーラを急襲した。
しかしぶつかり合いながらも、ガモーラを手にかけることはできず、遂に本心を打ち明け、義理の姉妹として和解する。そしてエゴとの戦いにまで巻き込まれ、エゴの猛威からガモーラと互いに助け合った。
エゴ打倒後は、ヨンドゥ・ウドンタの葬儀に立ち会わず、ガモーラから謝罪を受けると共に「自分たちと同じ境遇の子どもたちのために一緒に活動してほしい」と頼まれるが、サノス打倒のためにひとり旅立つことになる。
『アベンジャーズ/インフィニティ・ウォー』
本作では、ガモーラとの絆を取り戻したことで、彼女を犠牲にしたサノスに激しい敵意を向けて戦いを挑む。
サノスを抹殺しようとしたものの返り討ちに遭い、サノスに半ば分解される形で拷問をされ、“ソウル・ストーン”の在り処を白状させるためにガモーラへの見せつけとして利用されてしまった。その後、隙を突いて脱出し、マンティスに連絡をとって惑星“タイタン”へ向かうよう伝え、自らもタイタンへ向かった。
タイタンではサノスに特攻を仕掛け、先に戦っていたガーディアンズの面々やトニーたちにも加勢して共同戦線をとるも、サノスが引き起こしたデシメーションによって、ガーディアンズたちが塵と化して消滅してしまう光景を目の当たりにする。
『アベンジャーズ/エンドゲーム』
本作では、現代と2014年時双方のネビュラが登場する。前者は自分と同じく消滅を免れたガーディアンズのロケットと共にアベンジャーズと共闘する協力者として活躍すると共に、これまで見せなかった他者との親密な触れ合いも披露する。後者はサノスの配下として“コルビナイト人”と戦った直後に、その際の負傷と未来の自分が来たことで記憶ファイルが混線し、同時期のサノスらに検索され、彼に未来での出来事を知られることになると同時に、未来の自分の反逆も知られて処刑されかけるが、サノスへの忠誠を証明するために未来の自分たちと敵対する。
デシメーション後、ガーディアンズの“ベネター号”でトニーと共に22日間も宇宙空間を漂流し、メカニックのサポートや身体が衰弱しつつあった彼を介抱するなど支え合っていたが、キャロル・ダンヴァース/キャプテン・マーベルに救出されて地球へ降り立つと、出会ったアベンジャーズたちにサノスの居所の手がかりを知らせて協力。惑星“0259-S”に赴くと、無抵抗のサノスから「今まですまなかった」と謝罪の言葉をかけられ、彼の最期を見届けた。
5年後には、左側頭部と左頬・機械義手にオレンジ色のパーツをあてがい、ロケットと共にナターシャ・ロマノフ/ブラック・ウィドウたちと通信でそれぞれの活動を報告し合っており、アベンジャーズがタイム泥棒実行を決めると、ロケットと“アベンジャーズ・コンパウンド”に再訪。タイムトラベル実験やソウル・ストーンの情報提供を行って、作戦本番時にはローディ、ナターシャ、クリント・バートン/ホークアイと4人で2014年にタイムトラベルした。
ローディと共に、惑星“モラグ”でオーブを難なく入手したが、元の時代への帰還時に過去の自分が記憶ファイルを検索されていた影響でタイムトラベルに失敗し、過去のサノスとネビュラに捕まってしまう。そして痛めつけられると、頭部パーツと“タイムスペースGPS”、“ピム粒子”を奪われ、監禁されてしまう。そこからネビュラ（2014年時）は、ネビュラ（2023年時）に成りすまして未来へとタイムトラベルし、アベンジャーズが“スナップ”を準備する裏で“量子トンネル”を操作し、“サンクチュアリII”をタイムトラベルさせた。
その後ネビュラ（2014年時）は、サノスの指示を受けて6つのストーンを取りに赴き、クリントからストーンが収められた“ナノ・ガントレット”を取り上げ、彼に銃口を向けるが、そこにガモーラ（2014年時）とネビュラ（2023年時）が説得に現れる。しかしサノスへの恐れを振り切れないネビュラ（2014年時）は、聞き入れずにガモーラを撃とうとするも、未来の自分に射殺される。
スティーブ・ロジャース/キャプテン・アメリカの号令で大乱闘が開始されると、その最中にガモーラへクイルと両想いになることを明かし、ガントレットを量子トンネルへ運ばせるために多くの女性ヒーローたちとも共闘した。
トニーによってサノスの群勢が消滅し、戦いが終わるとガーディアンズと共にトニーの葬儀に参列。その後もガーディアンズに同行してベネター号に乗船し、ソーと張り合いかけるクイルに直接対決するように皆と囃し立てる。
『ホワット・イフ...?』
シーズン1
第2話
本作ではヘイスト・ネビュラが登場。
2008年の惑星“コントラクシア”にサノスと2人で来訪するとティ・チャラと再会。彼にタニリーア・ティヴァン/コレクターから“エンバーズ・オブ・ジェネシス”を盗む話を持ちかけ、彼やラヴェジャーズと作戦のミーティングを行った。
ティ・チャラの意を受けて、ノーウェアに向かうと、自身はティ・チャラやヨンドゥ・ウドンタと共にティヴァンのショップを訪ね、事前にティ・チャラと2人だけで立てた作戦に基づき、「ティヴァンへの借りを返すためにティ・チャラたちを売る」という裏切り行為に出てヨンドゥたちを一度投獄させ、ティヴァンの目を欺いてエンバーズを入手した。コーヴァス・グレイヴを射殺して、裏切り行為はティ・チャラと打ち合わせていた作戦であるとヨンドゥたちに明かし、ティ・チャラたちを解放。追って来るプロキシマ・ミッドナイトとカル・オブシディアンの足止め役として両者に挑んだサノスを救うために、エンバーズをカルに飲ませてプロキシマらを打倒。急成長する数本の巨大な蔓から逃れる最中に、“マンデラ号”に乗り遅れかけたが、サノスに引き上げられて乗船し、皆と脱出に成功した。
その事後に、地球の“ワカンダ”への帰還を決意したティ・チャラに同伴してワカンダを訪問。開かれた会食でオコエと人口論について議論するサノスに呆れる様子を見せる。
第6話
アース72124におけるネビュラが登場。
シーズン2
『ソー:ラブ&サンダー』
ガーディアンズの一員として、同行しているソーと共に各地で任務をこなす。しかし、鳴き声の大きい二匹のヤギがベネター号に乗船した際には真っ先に「殺そう」と提案するなど、荒々しい性格は相変わらずである。
『ガーディアンズ・オブ・ギャラクシー ホリデー・スペシャル』

『ガーディアンズ・オブ・ギャラクシー:VOLUME 3』

## 他のメディア

### テレビ
- 1998年のテレビアニメ『Silver Surfer』の第5-6話「Learning Curve」でネビュラが登場し、ジェニファー・デイル（英語版）が声優を務めた。
- 2009年のテレビアニメ『The Super Hero Squad Show』の第2シーズンでネビュラが登場し、ジェーン・リンチが声優を務めた[17]。

### テレビゲーム
- 1996年のスーパーファミコンのゲーム『マーヴルスーパーヒーローズ ウォーオブザジェム』では最後から2番目のボスとしてネビュラが登場した。